# Übergewichtsprävention in der Schwangerschaft
Perinatale Übergewichtsprävention (Wortbildung aus gr. Περί ‚um…herum‘ und lat. natalis ‚zur Geburt gehörend‘; d. h. den Zeitraum um den Geburtstermin herum betreffend, und aus Prävention von lat. praevenire ‚zuvorkommen‘) umfasst Maßnahmen und Verhaltensweisen zur Vermeidung von Übergewicht während der Schwangerschaft. Diese Prävention kann einen positiven Einfluss auf die Gesundheit der Mutter und die gesundheitliche Entwicklung des Kindes haben und Erkrankungen vorbeugen.

## Übergewicht und Schwangerschaft
Die Prävalenz von Übergewicht bei Schwangeren in Deutschland hat in den letzten drei Jahrzehnten deutlich zugenommen; rund ein Drittel aller Schwangeren ist übergewichtig.
Übergewicht der Mutter vor und während der Schwangerschaft kann zu Komplikationen in der Schwangerschaft und bei der Geburt führen (z. B. Schwangerschaftsdiabetes, Präeklampsie, Makrosomie, Schulterdystokie, Fehlbildungen, höhere Rate von Schnittentbindungen und Infektionen) und auch postnatal (nach der Geburt) ein erhöhtes Risiko für die Entwicklung von Übergewicht und Folgeerkrankungen des Kindes darstellen. Erkenntnissen des noch relativ jungen Forschungsgebietes der „perinatalen Programmierung“ (Fetal programming) zufolge, beeinflusst sowohl maternales Übergewicht als auch eine nicht optimale Ernährung des Säuglings nach der Geburt langfristig den Stoffwechsel des Kindes und führt zu einer veränderten Stoffwechsel-Programmierung (Prägung), die das Risiko für chronische Erkrankungen wie Übergewicht und damit einhergehende Folgen erhöht.
Neben einem Übergewicht der Mutter vor und während der Schwangerschaft zählen Rauchen und starke Gewichtszunahme innerhalb der Schwangerschaft, ein zu hohes oder zu niedriges Geburtsgewicht, fehlendes oder nur kurzes Stillen und eine übermäßige Gewichtszunahme im Säuglingsalter und im zweiten Lebensjahr zu den prädisponierenden Faktoren für späteres Übergewicht.
In unterschiedlichen Studien wurden präventive Faktoren, die diesen Stoffwechselveränderungen des (ungeborenen) Kindes entgegenwirken können, identifiziert. Moderate Bewegung, ausgewogene Ernährung und die Reduzierung des („präkonzeptionellen“) Body-Mass-Index (BMI) der Mutter sind wichtige Faktoren zur Prävention. Neuere wissenschaftliche Studien zeigen zudem einen starken präventiven Effekt des Stillens sowie einer reduzierten Zufuhr von tierischen Eiweißen auf die spätere Entwicklung von Übergewicht und Adipositas.
Aus diesen Erkenntnissen ergibt sich ein hohes Potenzial für die perinatale Übergewichtsprävention, die vor dem Hintergrund der frühkindlichen Prägung, bei der Planung und Durchführung von Maßnahmen der Prävention und Gesundheitsförderung in Deutschland noch wenig Beachtung und Anwendung findet.

## Aktuelle Forschungen
Die hohe Prävalenz von Übergewicht und Adipositas im Kindes- und Jugendalter und damit einhergehende Folgeerkrankungen und enorme Kostenbelastungen für das Gesundheitssystem machen präventive und gesundheitsfördernde Maßnahmen notwendig. Studien zeigen, dass werdende Mütter und junge Eltern in besonderer Weise motiviert sind, gesundheitsförderndes Verhalten zu entwickeln bzw. stärken. Eine gute Erreichbarkeit dieser Zielgruppe aufgrund der intensiven ärztlichen Betreuung während der Schwangerschaft und der frühen Elternzeit ist im Rahmen der gesetzlichen Vorsorgeuntersuchungen gewährleistet.
Die Plattform Ernährung und Bewegung e.V. (peb) richtete im Rahmen der gemeinsamen Tagung der Deutschen Diabetes-Gesellschaft (DDG) und der Deutschen Adipositas-Gesellschaft (DAG) am 5. November 2010 das Symposium „Perinatale Prävention von Übergewicht – werdende und junge Eltern als Zielgruppe für die Gesundheitsförderung und Prävention“ aus. Dabei wurden präventive Faktoren wie Ernährung und Bewegung herausgestellt sowie der Bedarf an perinatalen Präventionsmaßnahmen und Forschungsbedarf auf diesem Gebiet deutlich gemacht.
In diesem Rahmen wurde das Europäische „Early Nutrition Programming Project“ (EARNEST) von Berthold Koletzko vorgestellt. Dieses von der Europäischen Kommission geförderte, weltweit größte Forschungsnetzwerk zur Programmierung der langfristigen Gesundheit durch die frühe Ernährung befasst sich unter anderem mit Fragestellungen zum Zusammenhang von frühkindlicher Ernährung und einer raschen postnatalen Gewichtszunahme auf spätere Körperfettdeposition, Adipositas, Diabetes, Blutdruck, Herz-Kreislauferkrankungen und Asthma.
Mit der „peb-Studie Junge Eltern“ untersuchte die Plattform Ernährung und Bewegung e.V. die Einflussfaktoren auf das Ernährungs- und Bewegungsverhalten junger Familien in der frühen Phase der Kindheit und beleuchtete Hintergründe zu Einstellungen, Lebensstil, Gesundheitsbewusstsein, Ernährungs- und Bewegungsverhalten sowie das Erziehungsverhalten. Aus dieser Untersuchung ergeben sich weitere Anknüpfungspunkte für die Praxis der Perinatalen Prävention. So wurden beispielsweise Frauenärzte, Hebammen und Kinderärzte als die wichtigsten Vertrauenspersonen während der Schwangerschaft für werdende und junge Eltern identifiziert.
Das Projekt „Gesund ins Leben – Netzwerk Junge Familie“ des Bundesministeriums für Ernährung, Landwirtschaft und Verbraucherschutz (BMELV) als Teil des Aktionsplans „IN FORM – Deutschlands Initiative für gesunde Ernährung und mehr Bewegung“ und des Nationalen Aktionsplanes gegen Allergien, gibt jungen Familien Handlungsempfehlungen für ein gesundheitsförderliches Ernährungsverhalten und Maßnahmen zur Allergieprävention.
Präventionsprogramme begrenzen sich häufig auf Ernährungsaspekte und vernachlässigen den Fokus auf untereinander wirkende Multifaktoren wie Bewegungsmangel, Stress und Suchtmittelkonsum, die einen erheblichen Einfluss auf die Gewichtsentwicklung ausüben. Neben dem Ernährungsaspekt sollten Präventionsprogramme auch Erkenntnisse aus der vorbeugenden Wirkung von Bewegung, Stillen und Suchtmittelverzicht einbeziehen und können somit bereits im perinatalen Zeitraum nachhaltig den Gesundheitszustand von Mutter und Kind positiv beeinflussen. Das bedeutet auch, dass die Zielgruppe der Frauen im gebärfähigen Alter sowie junge Eltern und Paare mit Kinderwunsch in den Fokus der Prävention und Gesundheitsförderung rücken. Eine intensive Vernetzung von wichtigen Ansprechpartnern (Hebammen, Frauen-, Kinder- und Jugendärzte) in diesem Zeitraum kann den Informationsfluss bezüglich gesunder Ernährung und Bewegung in der Schwangerschaft verbessern und zu einem gesunden Lebensstil für Eltern und Kind beitragen.

## Fachgesellschaften
- Deutsche Adipositas Gesellschaft, DAG
- Deutsche Diabetes-Gesellschaft, DDG
- Deutsche Gesellschaft für Ernährung, DGE e.V.
- Deutsche Gesellschaft für Interdisziplinäre Präventivmedizin, DeGIP e.V.
- Deutsche Gesellschaft für Nährstoffmedizin und Prävention, DGNP e.V.
- Deutsche Gesellschaft für Kinderheilkunde und Jugendmedizin, DGKJ
- Deutsche Gesellschaft für Sportmedizin und Prävention (Deutscher Sportärztebund) e.V. (DGSP)
- Bundesverband Deutscher Ernährungsmediziner e.V. (BDEM)

## Weblink
- Leitlinien Adipositas und Schwangerschaft